# Ел Ашраф Кансух ел Гури
Ел Ашраф Кансух ел Гури (арап. الأشرف قانصوه الغوري‎‎; умро 24. августа 1516) је био претпоследњи мамелучки султан Египта. Владао је од 1501. године до своје смрти. Припадао је Бурџи династији.

## Владавина
Мамелучки султан у Египту, који на власт долази 1501. године, био је у одличним односима са османским султаном Бајазитом. Мамелучка флота, настала на Црвеном мору, борила се против Португалаца у Индији. Османско царство великодушно је слало Мамелуцима помоћ у техничарима и инжењерима јер ови нису били вични поморским ратовима. Мамелучко царство је 1516. године деловало као водећа држава исламског света. Простирало се од Анадолије до горњег Египта, а шериф Меке био је вазал мамелучког султана. Султан је издржавао халифу, потомка династије Абасида. Узрок Селимовог напада на Мамелуке била је жеља да контролише Меку и друга света места. Такође је желео повезати своје територије са Месопотамијом. До рата је дошло због османског заузимања Зулкадра, давнашње мамелучке територије. Селим је желео мамелучког султана привући у северну Сирију како би га могао контролисати као Исмаила код Чалдирана. Преко намесника Алепа, османски султан стварао је неприлике мамелучком. Повод за рат било је Кансухово наводно затварање пролаза преко Селимових анадолских територија и његово пружање помоћи шаху Исмаилу. Селим је пресрео Мамелуке код Марџ Дабика, северно од Алепа, августа 1516. године. Мамелучки султан погинуо је у овој бици. Наследио га је Туман беј II који је владао мање од годину дана. Селим се након победе у овој бици дочепао Сирије. Код Каира је јануара 1517. године потукао последње Мамелуке. Ту је остао до септембра и преузео је мамелучком султану све територије, титуле и права које је овај добио од абасидског калифа. Шериф Меке признао је врховну Селимову власт, а 1519. године његову власт прихватио је и намесник Алжира, гусар и будући турски адмирал Хајрудин Барбароса, оснивач османске поморске силе на Средоземљу. Османско царство је до 1517. године у поређењу са Мамелучким султанатом била другоразредна сила. Мамелучки султан је Османлијама често наносио поразе. Од Царства пред распадом 1512. године, Селим је створио огромну државу која се простирала на три континента. Царство је 1518. године проширио до Еуфрата. Потом се вратио у Истанбул где је умро 1520. године.